# Kuczyna (województwo wielkopolskie)
Kuczyna – wieś w Polsce położona w województwie wielkopolskim, w powiecie gostyńskim, w gminie Krobia.

## Historia
Wieś ma metrykę średniowieczną i pierwotnie związana była z Wielkopolską. Istnieje co najmniej od początku XIV wieku. Wymieniona została w 1388 w łacińskim dokumencie jako Kuczino, 1403 Cuczina, 1404 Cuczini, 1423 Maior Cuczini, 1428 Cucyna, 1429 Maior Kucina, 1465 Magna Cuczino, 1469 Maior Cuczina, 1581 Kucziny Wielgie.
W średniowieczu miejscowość była własnością szlachecką należącą do lokalnej szlachty wielkopolskiej z rodu Brylów, którzy od nazwy wsi utworzyli swoje odmiejscowe nazwisko Kuczyńskich. W 1434 miejscowość należała do powiatu kościańskiego Korony Królestwa Polskiego. W 1510 należała do parafii Krobia.
W latach 1394–1416 właścicielem we wsi był Piotr z Kuczyny Kuczyński. W 1406 Klemens Klimąt toczył proces z Kachną żoną Mikołaja z Sowin o połowę dziedzin Kuczyno i Przyborowo. W 1420 bracia Jan oraz Mikołaj Kuczyńscy procesowali się o wieś z braćmi Pawłem, Staszkiem i Szymonem z Kuczyny dowodząc, że ich matka, Katarzyna, a potem oni sami przez 33 lata posiadali tę część w Kuczynie, która jest w ich posiadaniu i nikt ich przez ten czas o nią nie pozywał. W 1434 Mikołaj Kuczyński zapisał swojej żonie Katarzynie 20 grzywien szer. groszy na dwóch łanach we wsi oraz przeniósł na nią prawo własności tych łanów, a to tytułem 20 grzywien posagu oraz 20 grzywien wiana. W latach 1448–1463 dziedzicem we wsi był Andrzej Kuczyński, który w 1448 sprzedał 1/3 części z dwóch łanów w Kuczynie Mikołajowi innemu dziedzicowi we wsi za 16 grzywien. W 1449 Wojciech z Kuczyny nie stawił się w sądzie pozwany przez Jadwigę żonę Piotra Kuczyńskiego o 30 grzywien w wyniku czego sąd przyznał Jadwidze wprowadzenie w posiadanie 3 łanów w dziedzinie Kuczyna, po jednym łanie za każde 10 grzywien.
W 1451 bracia niedzielni Jan, Wawrzyniec, Maciej, Wojciech dziedzice z Kuczyny wraz ze stryjami Andrzejem, Piotrem i Izajaszem oraz wujem Mikołajem z Czeluścina w powiecie pyzdrskim sprzedali Janowi Krajewskiemu swoją część wsi Kuczyna za 50 grzywien. W 1469 dziedzic w Kuczynie Mikołaj Kuczyński wraz z bratem Piotrem plebanem w Konojadzie kupili od Elżbiety i jej córki Doroty, dziedziczek w Kuczynie całą ich część dziedziczną we wsi za 14 grzywien szer. groszy praskich. W 1471 Sędziwój dziedzic w Jeziorach w powiecie pyzdrskim za zgodą brata Tomasza zapisał swojej żonie Annie po 400 grzywien posagu oraz wiana na Jeziorach i na połowie Kuczyny.
Miejscowość odnotowały historyczne rejestry podatkowe. W 1510 we wsi było sześciu panów oraz 11 łanów, które uprawiali oraz folwark. Ziemia ta nie należała do kmieci. Wieś płaciła dziesięcinę dla plebana w Krobi. W 1563 miał miejsce pobór z części Ambrożego Przyborowskiego od jednego łana, karczmy dorocznej, wiatraka dorocznego, komornika. W 1566 pobrano podatki z części Ambrożego Przyborowskiego od 2 łanów kmiecych, 5 zagrodników, karczmy dorocznej, wiatraka dorocznego. Natomiast z części Michała Kuczyńskiego pobrano od jednego zagrodnika. W 1581 miał miejsce pobór z części Jana Kuczyńskiego od robotnika najemngo zwanego ratajem. Z części Jerzego Przyborowskiego pobrano opłaty od 3 łanów, 3 zagrodników oraz wiatraka dorocznego. W 1583 płatnikiem podatków ze wsi była Anna Pudliszkowska.
W 1581 wieś szlachecka odnotowana po łacinie jako Kuczina maior położona była w powiecie kościańskim województwa poznańskiego w Rzeczypospolitej Obojga Narodów. W 1581 odnotowana została dąbrowa przy granicy wsi. W 1583 Maciej Przyborowski zapisał swojej żonie Katarzynie Boszkowskiej córce Wojciecha Boszkowskiego na połowie swoich części w Kuczynie oraz Ziemlinie po 500 złotych polskich posagu i wiana. W 1583 odnotowano należące do wsi staw oraz groblę.
W wyniku II rozbioru Rzeczypospolitej w 1793, miejscowość przeszła w posiadanie Prus i jak cała Wielkopolska znalazła się w zaborze pruskim. W okresie Wielkiego Księstwa Poznańskiego (1815-1848) miejscowość należała do wsi większych w ówczesnym pruskim powiecie Kröben (krobskim) w rejencji poznańskiej. Kuczyna należała do okręgu krobskiego tego powiatu i stanowiła część majątku Pudliszki, którego właścicielem był wówczas (1846) Józef Łubieński. Według spisu urzędowego z 1837 roku wieś liczyła 178 mieszkańców, którzy zamieszkiwali 15 dymów (domostw).
W latach 1975–1998 miejscowość administracyjnie należała do województwa leszczyńskiego.